# セッラ・サン・ブルーノ
セッラ・サン・ブルーノ（イタリア語: Serra San Bruno）は、イタリア共和国カラブリア州ヴィボ・ヴァレンツィア県にある、人口約6,600人の基礎自治体（コムーネ）。
ケルンのブルーノに縁が深く、また彼が没した地でもある。
起源は1090年、ケルンのブルーノによってこの地に創建された修道院で、修道院の周囲にこの町は徐々に形成されていった。2011年現在もこの修道院は現役で、1984年には教皇ヨハネ・パウロ2世が、2011年10月9日には教皇ベネディクト16世が訪問した。

## 地理

### 位置・広がり

#### 隣接コムーネ
隣接するコムーネは以下の通り。括弧内のRCはレッジョ・カラブリア県所属を示す。
- アレーナ
- ジェロカルネ
- モンジャーナ
- スパードラ
- スティーロ (RC)

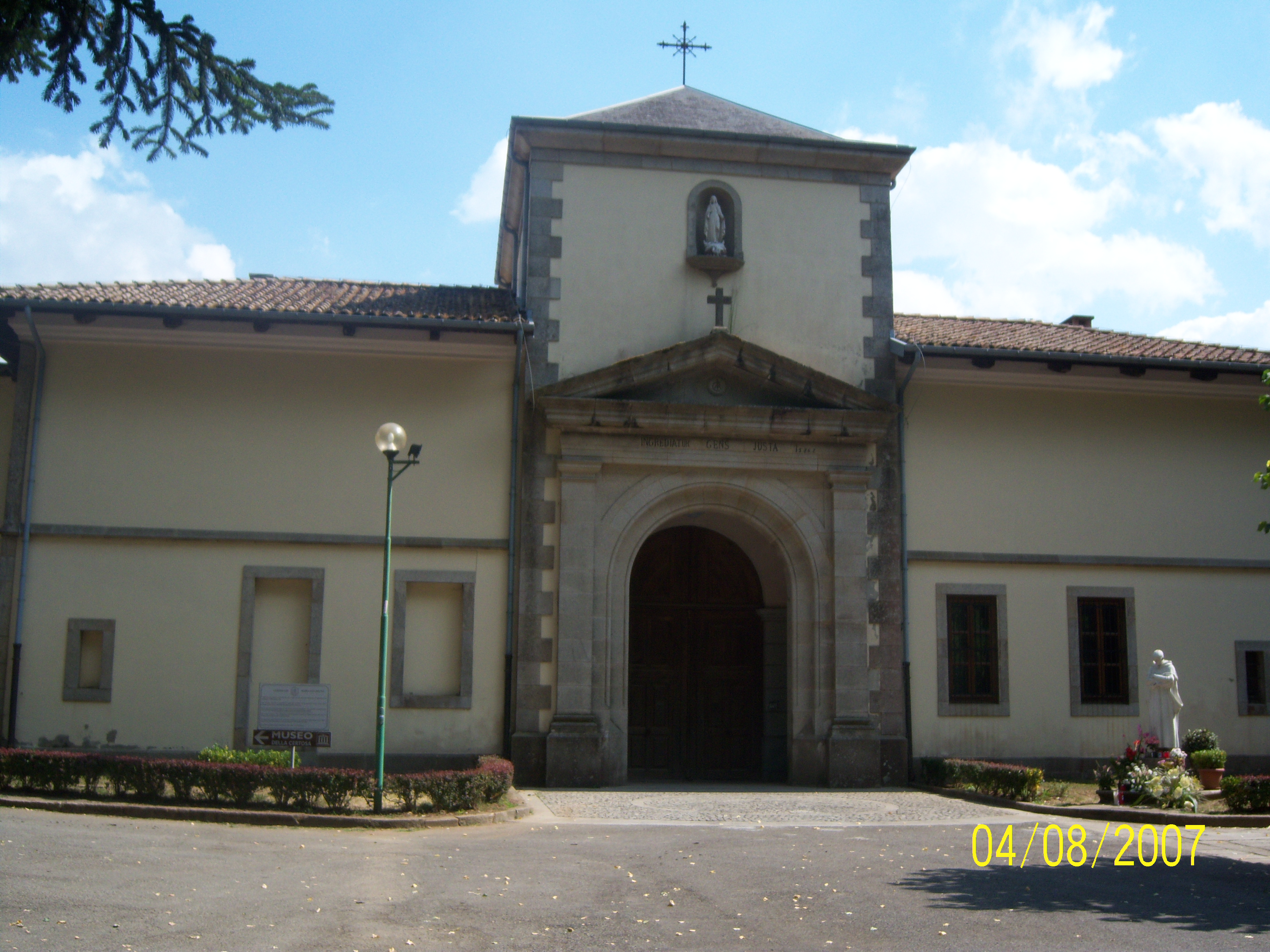
セッラ・サン・ブルーノのチェルトザ（カルトジオ会の修道院を指してこのように呼ぶ。英語ではチャーターハウス）[7]。
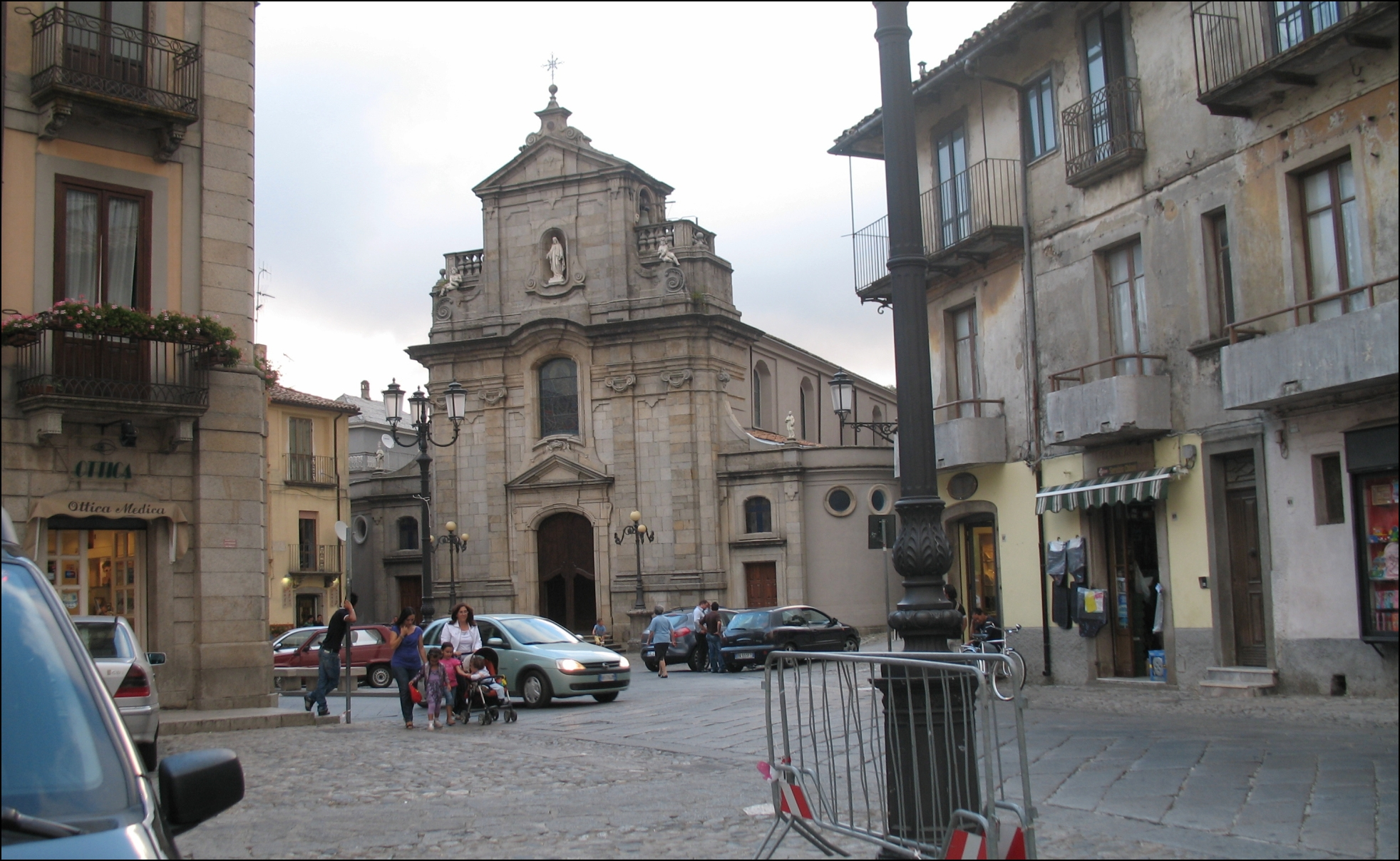
街なかにあるサン・ビアージョ教会。